# Chapel Hill
Chapel Hill je město v okresech Orange County a Durham County ve státě Severní Karolína ve Spojených státech amerických. Na východě sousedí s městem Durham, se kterým tvoří metropolitní oblast. Ve městě se nachází Severokarolínská univerzita a zdravotnická společnost UNC Health.  
K roku 2020 zde žilo 61 960 obyvatel. S celkovou rozlohou 56km² byla hustota zalidnění 1 108 obyvatel na km². Partnerským městem Chapel Hill je Puerto Baquerizo Moreno v Ekvádoru. 